# Ruda (Gyalár község)
Ruda falu Romániában, Erdélyben, Hunyad megyében.

## Fekvése
Vajdahunyadtól délnyugatra, Gyalár nyugati, Poienicavojni keleti szomszédjában fekvő település.

## Története
Ruda Gyalár község faluja. Nevét 1482-ben említette először oklevél p. Rwda néven.
További névváltozatai: 1506-ban és 1510-ben p. Rwda, 1733-ban, 1808-ban és 1861-ben és 1913-ban Ruda néven szerepelt az írásos forrásokban.
1515-ben Alsorwda, Felsewrwda néven Hunyadvár tartozékai közt sorolták fel.
1913-ban Hunyad vármegye vajdahunyadi járásához tartozott.
1880-as népszámlálási adatok szerint 370 lakosa volt, melyből 365 román, 1 magyar nemzetiségű volt. Az 1890-es népszámláláskor 434 lakosából 431 román, 1 magyar, az 1900-as adatok szerint pedig 467 lakosából 461 román, 4 magyar, 2 német lakosa volt.
Az 1910-es népszámláláskor 481 lakosából 468 román, 12 magyar, 1 német, 1930-ban 462 lakosából 423 román, 1 magyar, 2 német, az 1941-es adatok szerint 403 román, 1966-ban 363 lakosából 359 román, 1 magyar lakost számoltak össze itt. Az 1992-es népszámláláskor 260, a 2002-es népszámláláskor pedig 208 lakosából valamennyi román volt.

## Források

Ruda egy régi térképen

## Nevezetesség
- Szent arkangyalok ortodox templom[1]